# Žralok šotek
Žralok šotek (Mitsukurina owstoni) je vzácný druh hlubinného žraloka. Jedná se o jediného žijícího zástupce čeledi hlavorohovitých, která se vyvinula již v období křídy, pročež je žralok šotek často označován jako živoucí fosilie. Dobře viditelným rozpoznávacím znakem druhu je zploštělý, dalece prodloužený rypák neboli bodec, který slouží jako smyslový orgán, a špičaté jehlicové zuby na vyhřezlé čelisti, kterou šotek dovede rychle vysunout a chňapnout po kořisti. Tento žralok většinou dorůstá do délek kolem 3 až 4 metrů, může však měřit i přes 6 metrů. Povrch těla je narůžovělý, kůže je částečně transparentní. 
Je kapsovitě rozšířen v Atlantském, Tichém a Indickém oceánu. K nejčastějším místům zaznamenaného výskytu patří Japonsko, Tchaj-wan, Nový Zéland nebo Portugalsko. Obývá hluboké oceánské vody nejčastěji kolem 550−900 m, přičemž dospělci se vyskytují hlouběji než nedospělí šotci. Živí se hlubinnými druhy měkkotělných živočichů včetně ryb, desetiramenatců a korýšů, které loví při dně nebo ve střední části vodního sloupce. Mezinárodní svaz ochrany přírody považuje druh za málo dotčený, jelikož jeho areál výskytu je značně rozsáhlý a pouze výjimečně bývá nechtěně uloven rybáři.

## Systematika

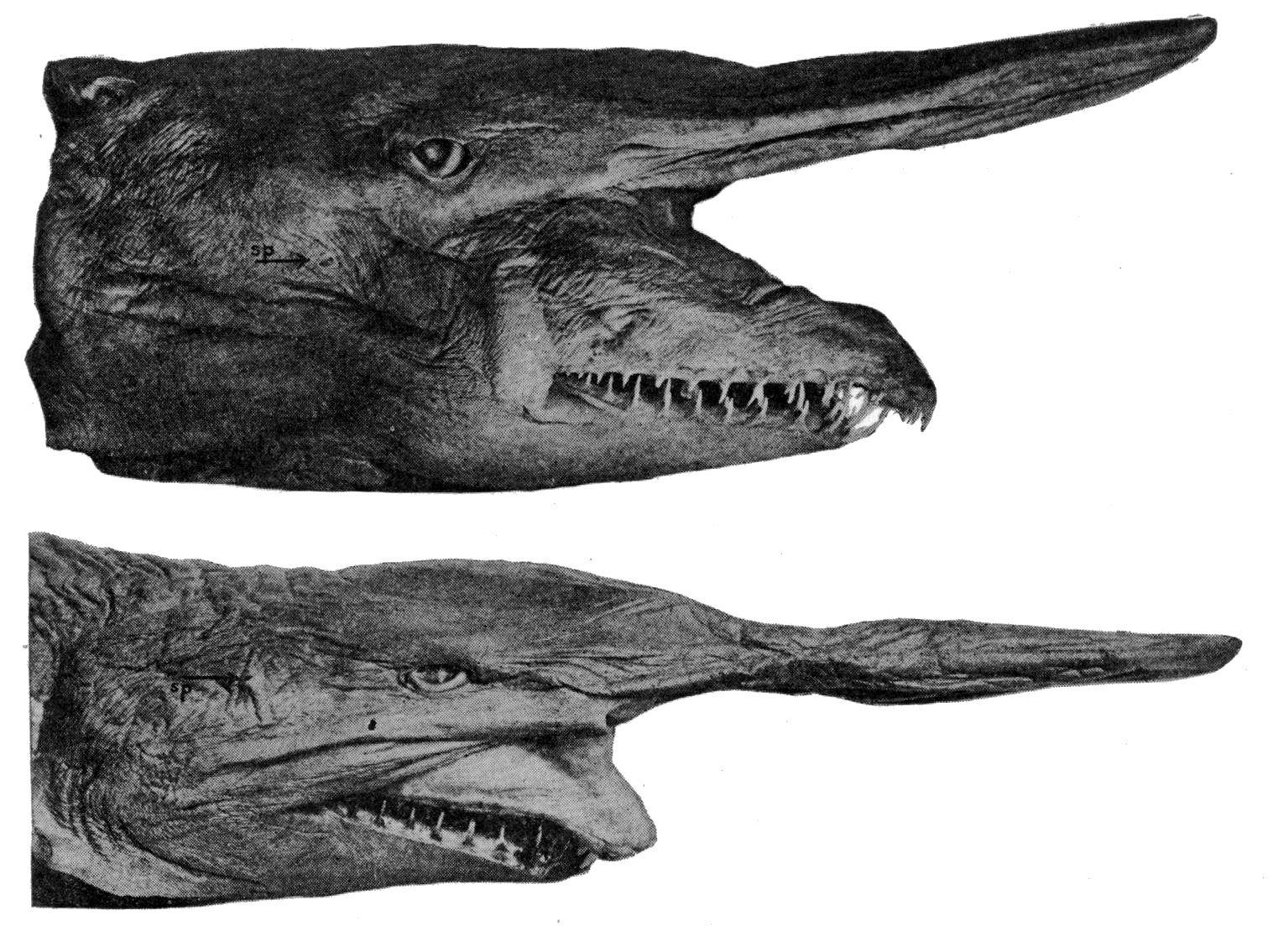
Rozdílná míra vyčnívání čelistí přesvědčila některé autory v prvních desetiletích 20. století o tom, že se jedná o jiné druhy (fotografie z článku z roku 1907 popisující domněle nový druh, který byl později synonymizován se žralokem šotkem)

### Taxonomie
Druh popsal americký ichtyolog David Starr Jordan v roce 1898. Jordan nově objevnému, zvláštně vypadajícímu tvoru přiřadil nejen samostatný rod (Mitsukurina), ale dokonce i čeleď (Mitsukurinidae, hlavorohovití), které uznává i moderní taxonomie. Jordan svůj popis založil na 107 cm dlouhém nedospělém jedinci, který byl odchycen v zálivu Sagami poblíž Jokohamy v Japonsku. Exemplář byl nejdříve získán místním lodním kapitánem a přírodovědcem Alanem Owstonem, který jej předal japonskému zoologu Kakičimu Micukurimu z Tokijské univerzity, jenž jej doručil Davidu Jordanovi. Jordan nově popsaný druh pojmenoval na počest obou mužů jako Mitsukurina owstoni. Typový exemplář byl později vrácen Tokijské univerzitě, avšak časem byl ztracen. V Japonsku je žralok znám jako tenguzame; kdy tengu je bájné stvoření japonské mytologie, které bývá vyobrazováno s dlouhým nosem.
Nedlouho po Jordanově popisu někteří přírodovědci upozornili na podobu žraloka šotka s vyhynulým druhohorním žralokem Scapanorhynchus. Mitsukurina tak byl na čas považován za mladší synonymum k Scapanorhynchus. Od poloviny 20. století však různí autoři začali poukazovat na dostatečně významné rozdílné znaky ve tvaru ploutví a chrupu, které umožňují oba taxony považovat za samostatné rody. Mezi lety 1904−1937 bylo popsáno několik dalších žraloků, kteří byli později synonymizováni s Mitsukurina owstoni. Zmatení vědců popisující domněle nové druhy způsobila hlavně různá míra vyčnívání čelisti, ke které došlo během procesu konzervace exempláře.

### Fylogeneze
Podle fylogenetických a morfologických analýz je žralok šotek bazálním představitelem obrounů (Lamniformes), což potvrdila i genetická data. Žralok šotek je jediným žijícím zástupcem rodu Mitsukurina a čeledi hlavorohovití (Mitsukurinidae). Do rodu Mitsukurina se ještě řadí pár vyhynulých zástupců, jejichž nejstarší fosilie pochází již z raného eocénu. Do čeledi Mitsukurinidae se řadí mj. i vyhynulé rody Anomotodon, Striatolamia, Woellsteinia nebo již zmíněný Scapanorhynchus. Vzhledem k prastarému původu čeledi, který sahá až do období křídy (cca přes 100 miliony lety), a skutečnosti, že žralok šotek je jejím jediným žijícím zástupcem, bývá šotek často označován jako živoucí fosilie.

## Popis

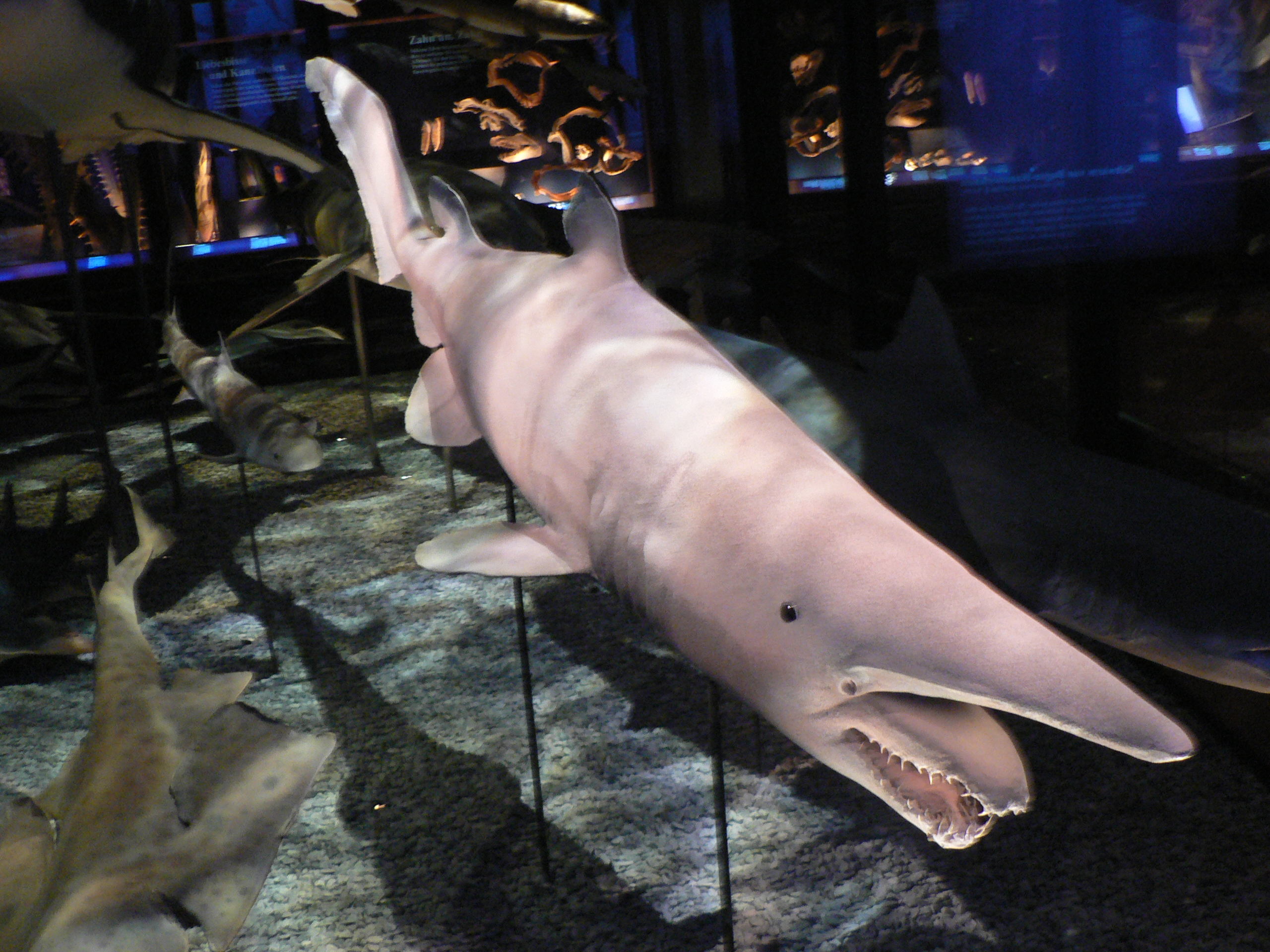
Model žraloka šotka v Přírodovědném muzeu ve Vídni

Typickým znakem druhu je výrazný, dlouhý, dorzoventrálně zploštělý „bodec“ umístěný nad čelistí. Relativní velikost tohoto bodce klesá s věkem. Pod tímto bodcem se nachází vyhřezlé čelisti, které mohou dosahovat až ke konci bodce, běžně jsou však vyhřezlé zhruba ke konci hlavy k bázi bodce. Oči jsou malé a nemají mžurku. Za očima se nachází spirakula. Počet a tvar zubů i velikost mezizubních mezer se může razantně lišit v závislosti na jedinci. Obecně jsou přední zuby velmi dlouhé a úzké, podélně jemně rýhované po celé délce. Zadní zuby jsou menší a více zploštělé. Počet zubů horní čelisti se pohybuje kolem 35−53, v dolní je umístěno 31−62 zubů. Žralok šotek je jedním z mála druhů žraloků, jehož zuby vyčnívají ven z tlamy i při jejím úplném zavření. Tělo žraloka je velmi měkké až těstovité a vysoce flexibilní. Barva kůže dospělců je narůžovělá až světle hnědá, avšak muzejní exempláře jsou šedé. Kůže je částečně transparentní a lze tak pod ní spatřit žíly. Nedospělí jedinci jsou bílí až narůžověle světle hnědí, zespoda bílí, jejich konečky ploutví jsou šedé. Duhovky jsou černé se světle modrými pruhy. Žaberní štěrbiny jsou jen velmi krátké. Prsní ploutve jsou krátké a široké, u dospělců podstatně kratší než hlava. Pánevní ploutve jsou velké, mnohem větší než dvě hřbetní ploutve, které jsou krátké, nízké, zakulacené. Řitní ploutev je velká a zakulacená. Ocasní ploutev je dlouhá, asymetrická (heterocerkní), na konci delšího horního laloku se nachází menší zářez, ventrální lalok je neznatelný až absentní. Počet obratlů je 122−124.
Dospělí jedinci většinou měří 3 až 4 metry a váží zhruba kolem 150 kg. Odhadovaná délka na základě fotografií jednoho z největších odchycených exempláře byla 5,4−6,2 m. Studie z roku 2019 odhadla, že největší jedinci žraloka šotka budou měřit kolem 7 metrů. V roce 2023 byl u břehů Tchaj-wanu odchycena březí samice s 9 mláďaty. Její délka dosahovala 4,7 m a váha 800 kg.

## Výskyt

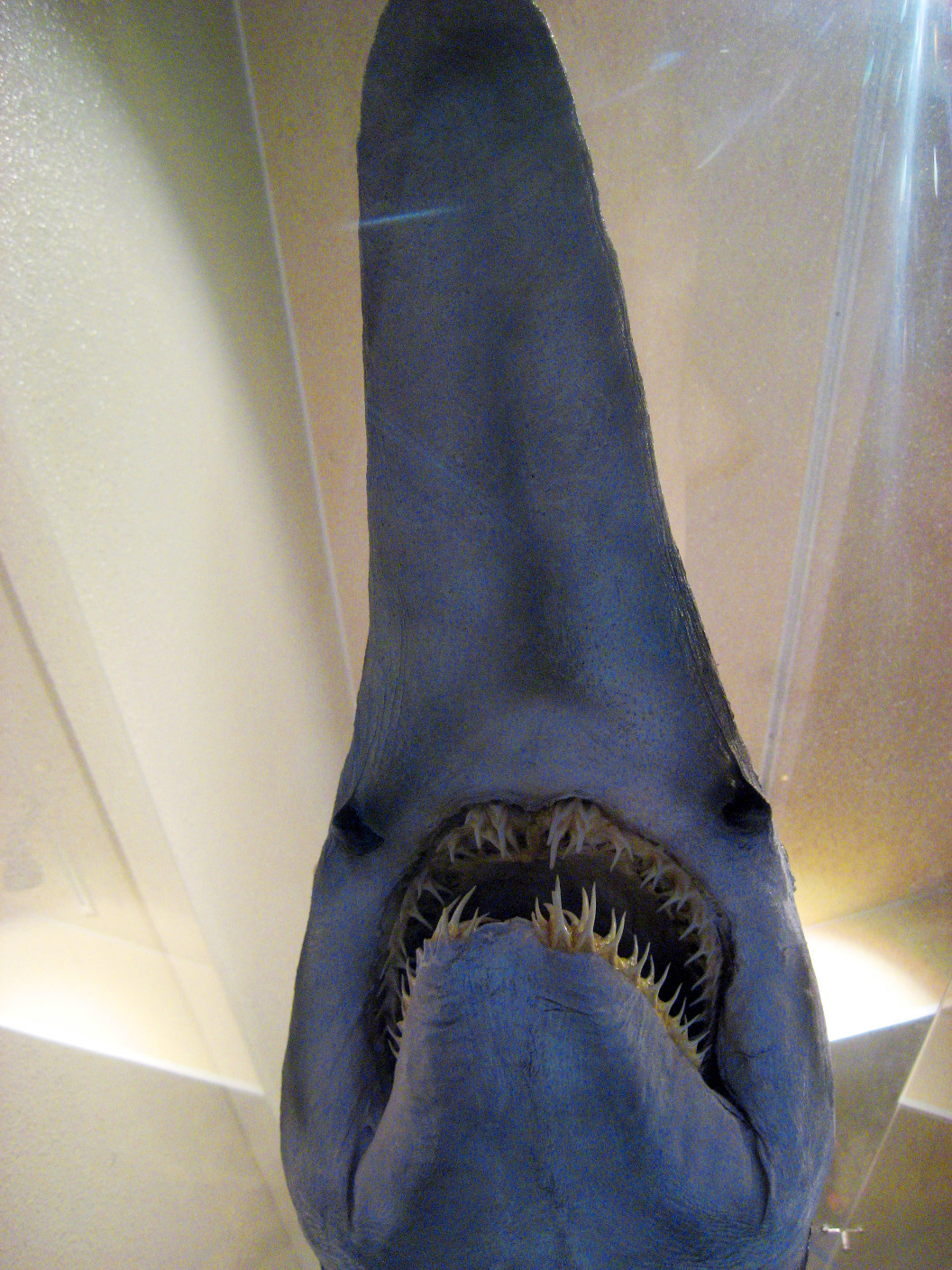
Spodní pohled na bodec (vypreparovaný jedinec z muzea v Japonsku)

Žralok šotek je kapsovitě, avšak široce rozšířen v Indickém, Atlantském a Tichém oceánu. Data o výskytu druhu pochází z nechtěně ulovených exemplářů při rybaření v hlubokých oceánských vodách, z čehož se dá vyvozovat, že skutečný výskyt druhu bude mnohem rozsáhlejší, jelikož ne všude probíhá hlubinné rybaření. Zdaleka nejvíce odchycených exemplářů je známo z Japonska. Pravidelně je žralok šotek uloven u i břehů Tchaj-wanu, Jihoafrické republiky a Portugalska. V západním Atlantiku patří k lokacím odchytu žraloka šotka jihovýchodní a severní Brazílie, Nová Anglie, Mexický záliv, Kolumbie, Surinam a Francouzská Guyana. Ve východním Atlantiku to je vedle Portugalska a Madeiry i Francie, Senegal a Guinejský záliv. V Indickém oceánu byl žralok šotek zaznamenán u Mosambiku nebo Indonésie. V Tichém oceánu se vedle Japonska vyskytuje přinejmenším v Austrálii, na Novém Zélandu a u Kalifornie.
Nejčastěji se vyskytuje v hloubkách kolem 550−900 m, což z žraloka šotka činí jednoho z nejhlouběji se vyskytujících žraločích druhů. U japonských břehů jsou nicméně nedospělí jedinci pravidelně odchytávání v hloubkách kolem 100−350 m, z čehož se dá předpokládat, že dospělí jedinci obývají hlubší a studenější vody než nedospělci. Dospělci se mohou vyskytovat nejméně v hloubkách 1300 m. Nejhlubší výskyt 1370 m se vyvozuje ze zubu šotka vetknutého v podmořském kabelu.

## Biologie a ekologie

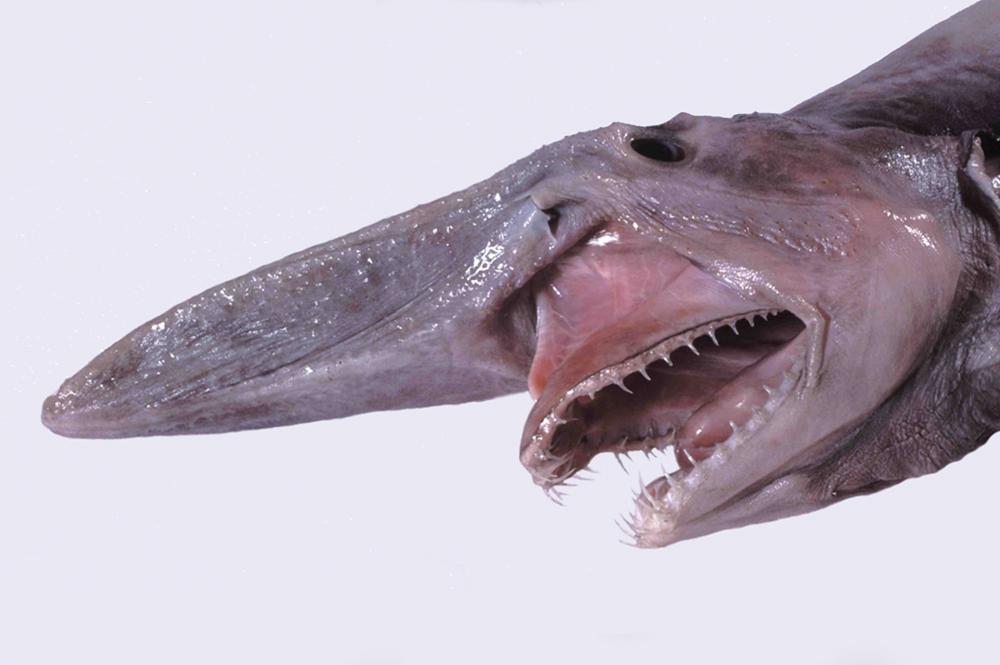
Vypreparovaný jedinec s výrazně vystrčenými čelistmi

O biologii a chování tohoto žraloka je známo jen minimum informací. Měkké až želatinové tělo spolu s malými ploutvemi naznačují, že se bude jednat o pomalu se pohybujícího tvora. Malé oči, měkká kostra a málo nápadné zbarvení jsou typickými znaky žraloků obývající velké oceánské hloubky, kam se nedostává žádné světlo. Vedle malých očí lze nízkou důležitost vizuálních vjemů u šotků vyvodit i na základě malého optického tecta (mozkové centrum pro zpracovávání vizuálních signálů). K parazitům zaznamenaným u šotka patří klanonožec Echthrogaleus mitsukurinae a tasemnice Litobothrium amsichensis a Marsupiobothrium gobelinus.
Dlouhý bodec slouží jako smyslový orgán. Bodec je obsypán póry, které vedou k Lorenziniho ampulím, které žralokovi umožňují vycítit elektrické pole jiných živočichů. Ve starších zdrojích se lze setkat s tím, že bodec slouží pro rozhrabávání bahna na dně moře, kde šotek pátrá po potravě. Vzhledem k měkkosti bodce a nedostatku přímých důkazů je tento názor považován za překonaný a bodec je považován čistě za smyslový orgán.

### Potrava
Z dostupných dat a tvaru šotkových zubů se předpokládá, že tento tvor je uzpůsoben požírání menších živočichů s měkkými těly včetně hlubinných ryb, korýšů a desetiramenatců. Konkrétnější složení jídelníčku šotků je známo z analýz žaludků nechtěně ulovených jedinců. Do jídelníčku šotka patří různé druhy hlubinných ryb jako jsou hlavounovití (Macrouridae) nebo světlonošovití (Stomiidae). Pojídá též korýše, zjištěni byli stejnonožci z čeledi Cymothoidae, lasturnatka Macrocypridina castanea a desetinožec Pasiphaea sinensis a Sergia sp. Z hlavonožců byly potvrzeny krakatice, jako je hlubinný druh Teuthowenia pellucida.

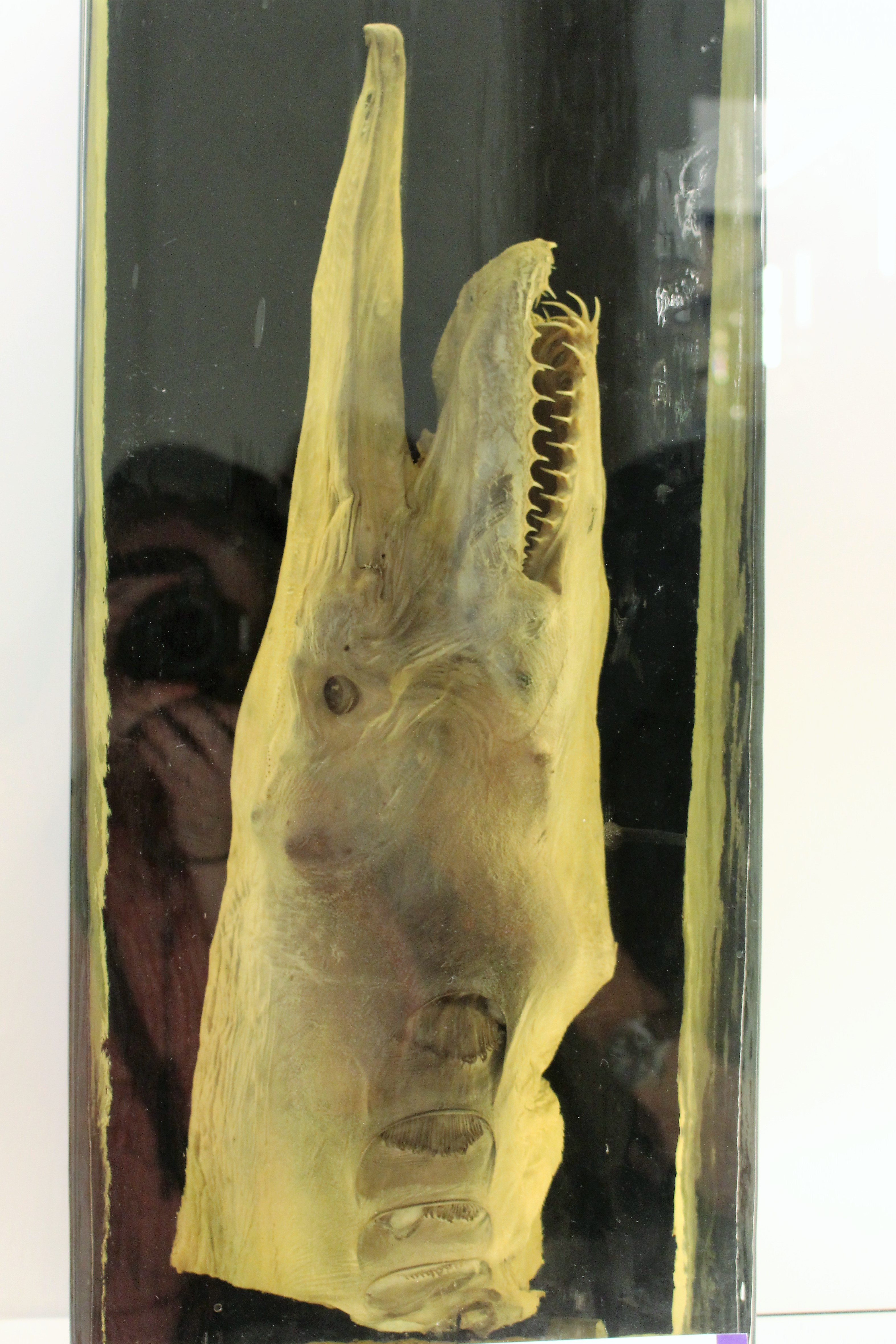
Zakonzervovaná hlava šotka s viditelnými žaberními šterbinami (muzeum zoologie v Cambridgi)

Jakmile šotek vycítí svou kořist, pomalu se k ní přiblíží a rychle po ní chňapne svou extrémně rychlou vysouvací čelisti. Tu dokáže ve zlomku vteřiny doslova vystřelit vpřed a svými předními špičatými jehlovitými zuby polapit svou kořist. Čelist šotka je spojena s lebkou pomocí dvojité sady elastických vazů, které jsou napnuté, pokud je čelist zasunutá. Vysunutí čelisti dostane vazy do klidového, uvolněného stavu, čili fungují na podobném principu jako katapult. Zatímco většina vycpaných exemplářů má čelist více či méně vysunutou vpřed, živý exemplář držený několik dní ve vědeckém muzeu v Japonsku měl čelist při plavání těsně staženou.
Videonahrávky žraloka šotka během krmení kořistí z let 2008 a 2011 umožnily porozumět principu vystřelování čelisti a kvantifikovat některé její vlastnosti. Rychlost vystřelování čelisti dosahovala až 3,1 m/s a šotek ji dokázal vysunout 2,1–9,5× dále než jiné druhy žraloků. Spodní čelist při vystřelení prochází komplexnějším a asi dvakrát rychlejším pohybem než ta horní, jelikož vedle horizontálního pohybu u ní nastává i pohyb nahoru, aby došlo k zakousnutí kořisti. Je možné, že vystřelovací čelist se u šotků vyvinula jako náhrada slabých plavacích schopností.

### Rozmnožování
O reprodukční biologii je známo jen minimum kusých informací. Samice jsou vejcoživorodé. V červnu roku 2023 byla u tchajwanských břehů odchycena první březí samice, která v sobě měla 9 živých mláďat. Mláďata, která vypadala těsně před narozením, měla zuby, měřila kolem 1 m a vážila 3,5 kg.
Velikost mláďat při narození je patrně kolem 81−90 cm, což je velikost nejmenších nalezených exemplářů. Samci pohlavně dospívají při dosažení délky 2,6−3,8 m, samice při překročení 4 m. Podle studie amerických a brazilských vědců šotek dosahuje pohlavní dospělost kolem věku 16 let a může se dožít až 60 let.

## Vztah k lidem

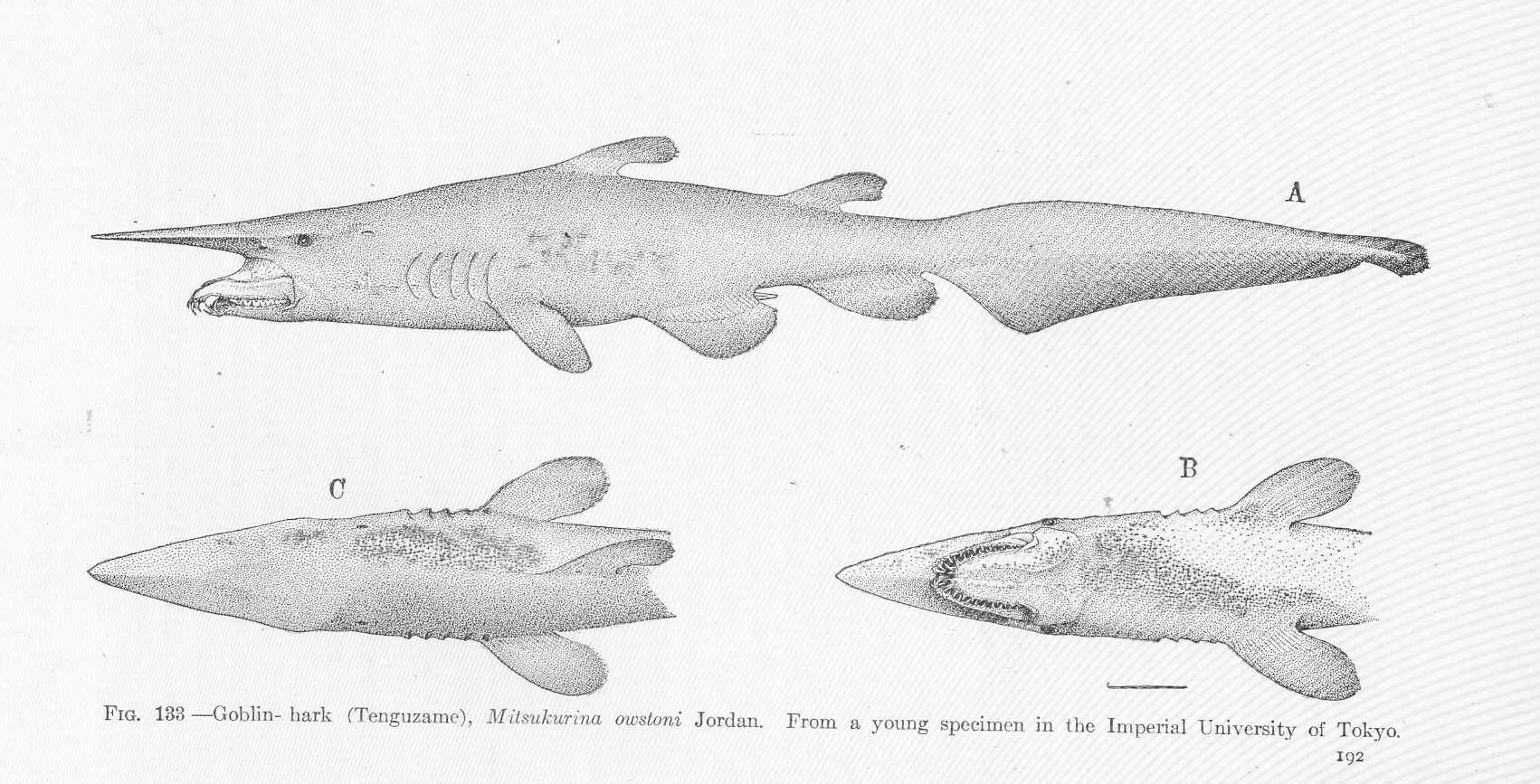
Ilustrace Davida Jordana z roku 1907

Žralok šotek svou podobou zaujal již amerického ichtyologa Louise Hussakofa, který se v roce 1910 zmínil, že nově objevený žralok je „samozřejmě dosti směšný“ a jeho „nejpozoruhodnějším rysem je zvláštně protáhlý nos“. Vzhledem k životu v hlubokých vodách a kořisti v podobě menších živočichů tento žralok není lidem nebezpečný. Maso bývá občas uchováváno vysušením a naložením v soli pro pozdější konzumaci. Čelisti jsou vysoce ceněny sběrateli. Výjimečně byl žralok šotek krátce chován v mořských akváriích. V lednu 2007 byl v Japonsku odchycen 1,3 metrů dlouhý exemplář, který byl vzat do mořského akvária Tokijského mořského parku, avšak po dvou dnech uhynul. Jiný exemplář byl týden chován na univerzitě Tokai, avšak po týdnu také uhynul.

### Ohrožení
Mezinárodní svaz ochrany přírody hodnotí žraloka šotka jako málo dotčený druh. Přiznává nicméně, že populační trend druhu je neznámý. Ohrožení žraloka šotka představuje hlavně nechtěné odchycení rybáři chytajícími v hlubokých vodách pomocí vlečných sítí nebo dlouhých šňůr. Většina nechtěně odchycených žraloků šotků jsou nedospělí jedinci do dvoumetrových délek. K výjimečné události došlo v dubnu roku 2003 u tchajwanských břehů, kdy bylo místními rybáři nechtěně odloveno více než 100 žraloků šotků v hloubkách kolem 600 m. K odlovům došlo krátce po silném zemětřesení a v budoucnu se již neopakovaly.